# Ginura

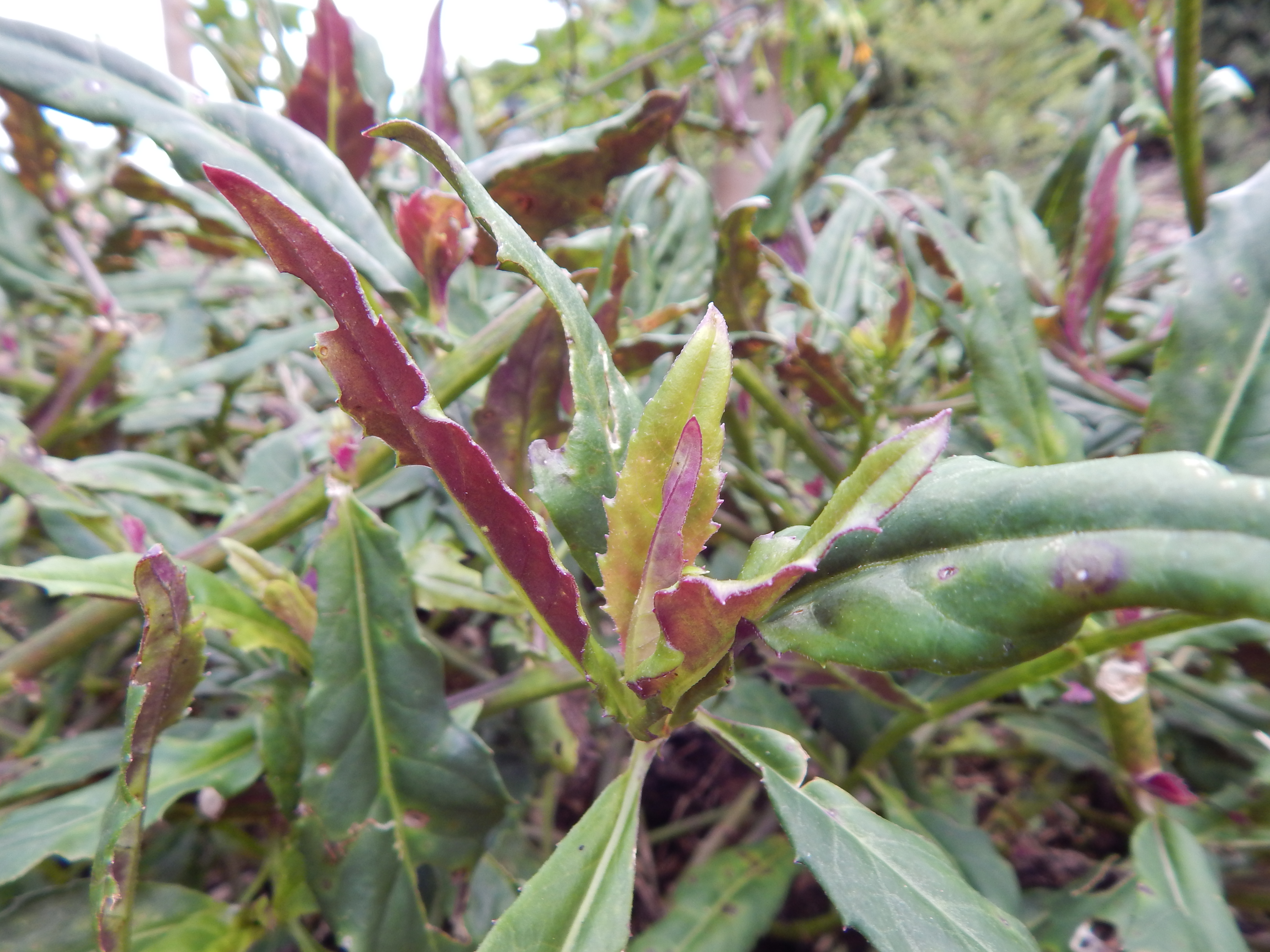
Ginura dwubarwna

Ginura (Gynura) – rodzaj roślin należący do rodziny astrowatych. Obejmuje co najmniej 54 gatunki. Występują w strefie międzyzwrotnikowej Afryki, Azji i Australii. 

## Systematyka
Pozycja systematyczna według APweb (aktualizowany system APG IV z 2016)
Angiosperm Phylogeny Website adaptuje podział na podrodziny astrowatych (Asteraceae) opracowany przez Panero i Funk w 2002, z późniejszymi uzupełnieniami. Zgodnie z tym ujęciem rodzaj Gynura należy do plemienia Senecioneae, podrodziny Asteroideae (Juss.) Chev. W systemie APG III astrowate są jedną z kilkunastu rodzin rzędu astrowców (Asterales), wchodzącego w skład kladu astrowych w obrębie dwuliściennych właściwych. 
Pozycja w systemie Reveala (1993-1999)
Gromada okrytonasienne (Magnoliophyta Cronquist), podgromada Magnoliophytina Frohne & U. Jensen ex Reveal, klasa Rosopsida Batsch, podklasa astrowe (Asteridae Takht.), nadrząd astropodobne (Asteranae Takht.), rząd astrowce (Asterales Lindl), rodzina astrowate (Asteraceae Dumort.), rodzaj Gynura Cass.
Wykaz gatunków
- Gynura abbreviata F.G.Davies
- Gynura albicaulis W.W.Sm.
- Gynura amplexicaulis Oliv. & Hiern
- Gynura annamensis S.Moore
- Gynura annua (F.G.Davies) Vanij. & Kadereit
- Gynura aurantiaca (Blume) DC. – ginura pomarańczowa
- Gynura barbareifolia Gagnep.
- Gynura batorensis F.G.Davies
- Gynura bicolor (Roxb. ex Willd.) DC. – ginura dwubarwna[8]
- Gynura brassii F.G.Davies
- Gynura calciphila Kerr
- Gynura campanulata C.Jeffrey
- Gynura carnosula Zoll. & Moritzi
- Gynura colaniae Merr.
- Gynura colorata F.G.Davies
- Gynura cusimbua (D.Don) S.Moore
- Gynura daviesiae Vanij. & Kadereit
- Gynura dissecta (F.G.Davies) Vanij. & Kadereit
- Gynura divaricata (L.) DC.
- Gynura drymophila (F.Muell.) F.G.Davies
- Gynura elberti J.Kost.
- Gynura elliptica Y.Yabe & Hayata ex Hayata
- Gynura formosana Kitam.
- Gynura fulva F.G.Davies
- Gynura grandifolia F.G.Davies
- Gynura hispida Thwaites
- Gynura hmopaengensis H.Koyama
- Gynura integrifolia Gagnep.
- Gynura japonica (Thunb.) Juel
- Gynura longifolia Kerr
- Gynura lycopersicifolia DC.
- Gynura malaccensis Belcher
- Gynura micheliana J.-G.Adam
- Gynura molleri Gand.
- Gynura nepalensis DC.
- Gynura nitida DC.
- Gynura papillosa Gand.
- Gynura procumbens (Lour.) Merr.
- Gynura proschii Briq.
- Gynura pseudochina (L.) DC.
- Gynura rubiginosa J.R.Drumm. ex Merr. & Rolfe
- Gynura scandens O.Hoffm.
- Gynura sechellensis Hemsl.
- Gynura siamensis Vanij. & Kadereit
- Gynura steenisii F.G.Davies
- Gynura sundaiaca F.G.Davies
- Gynura taitungensis S.S.Ying
- Gynura tambuyukonensis Vanij. & Ent
- Gynura travancorica W.W.Sm.
- Gynura truncata Kerr
- Gynura valeriana Oliv.
- Gynura vidaliana Elmer
- Gynura villosa Vanij. & Kadereit
- Gynura zeylanica Trimen

## Zastosowanie
Niektóre gatunki są uprawiane jako rośliny ozdobne, w Polsce jako roślinę pokojową najczęściej uprawia się ginurę pomarańczową.